# Manfred von Richthofen (general)
Manfred Karl Ernst Freiherr von Richthofen (Gut Barzdorf, 17. listopada 1855. -  Bersdorf, 28. studenog 1939.) je bio njemački general i vojni zapovjednik. Tijekom Prvog svjetskog rata zapovijedao je s više korpusa na Zapadnom i Istočnom bojištu.

## Vojna karijera
Manfred von Richthofen rođen je 24. svibnja 1855. godine u Gut Barzdorfu (danas Bartoszcowek u Poljskoj). Richthofen je u prusku vojsku stupio 1874. godine, nakon čega je služio u raznim vojnim jedinicama. U travnju 1902. Richthofen postaje zapovjednikom careve osobne konjičke garde (Garde du Corps), da bi iduće godine postao i pobočnikom cara Vilima II. Čin pukovnika dostigao je 1906. godine, da bi u ožujku 1908. postao zapovjednikom 2. gardijske konjičke brigade. Richthofen je 1910. unaprijeđen u čin general bojnika, da bi u veljači 1913. preuzeo zapovjedništvo Gardijske konjičke divizije smještene u Berlinu. U veljači 1914. Richthofenu je povjereno zapovjedništvo 6. pješačke divizije koja se nalazila u Brandenburgu.

## Prvi svjetski rat
Na početku Prvog svjetskog rata Richthofen postaje zapovjednikom I. konjičkog korpusa koji se nalazio u sastavu 3. armije kojom je zapovijedao Max von Hausen. Zapovijedajući navedenim korpusom Richthofen sudjeluje u Graničnim bitkama i prodoru kroz Belgiju, te Prvoj bitci na Marni. 
U studenom 1914. Richthofen je s I. konjičkim korpusom premješten na Istočno bojište u sastav novoformirane 9. armije. Richthofen je sa svojim korpusom odigrao važnu ulogu u Bitci kod Lodza gdje je njegov korpus sudjelovao u probijanju obruča oko XXV. pričuvnog korpusa koji je u jednom trenutku bio u okruženju ruskih snaga.
U rujnu 1916. Richthofen postaje zapovjednikom XXXVIII. pričuvnog korpusa kojim zapovijeda do studenog kada postaje zapovjednikom XXV. pričuvnog korpusa. U ožujku 1917. dobiva zapovjedništvo nad LIII. korpusom kojim zapovijeda do siječnja 1918. kada postaje zamjenikom zapovjednika Gardijskog korpusa. Istodobno s novom dužnošću Richthofen je odlikovan i ordenom Pour le Mérite. U travnju 1918. Richthofen postaje zamjenikom predsjednika Vojnog suda koju dužnost obavlja pred sam kraj rata.

## Poslije rata
Richthofen je 10. studenog 1918. podnio ostavku na svoju dužnost koja mu je i prihvaćena. Preminuo je 28. studenog 1939. godine na svom imanju u Bersdorfu u 84. godini života.
Richthofen je inače bio ujak feldmaršala Wolframa von Richthofena zapovjednika njemačkih zračnih snaga u Drugom svjetskom ratu kojeg je i posvojio. Također, bio je i ujak u drugom koljenu svom puno poznatijem imenjaku Manfredu von Richthofenu, poznatom i pod nadimkom Crveni barun.  

## Vanjske poveznice
(eng.) Manfred von Richthofen na stranici Prussian Machine.com

(njem.) Manfred von Richthofen na stranici Deutschland14-18.de  Arhivirana inačica izvorne stranice od 7. rujna 2014. (Wayback Machine)